# Zoeterwoude-Dorp
Zoeterwoude-Dorp (52° 07′ N, 4° 30′ L) é uma cidade dos Países Baixos, na província de Holanda do Sul. Zoeterwoude-Dorp pertence ao município de Zoeterwoude, e está situada a 6 km, a sul de Leiden.
Em 2001, a cidade de Zoeterwoude-Dorp tinha 4605 habitantes. A área urbana da cidade é de 0.87 km², e tem 1576 residências.
A área de Zoeterwoude-Dorp, que também inclui as partes periféricas da cidade, bem como a zona rural circundante, tem uma população estimada em 4630 habitantes.